# Glory (1989)
Glory is een Amerikaanse film uit 1989, geregisseerd door Edward Zwick. De hoofdrollen worden vertolkt door Matthew Broderick en Denzel Washington.

## Verhaal
Tijdens de Amerikaanse Burgeroorlog krijgt de jonge kolonel Robert Gould Shaw (Matthew Broderick) zijn eerste bataljon zwarte soldaten toegewezen. Na een lange voorbereiding brengt Shaw het 54ste Infanterie Vrijwilligers van Massachusetts naar het front. Ze doen een aanval op Fort Wagner. De strijd kent veel doden maar is ook gekenmerkt door hun dapperheid.

## Rolverdeling
| Acteur            | Personage                |
| ----------------- | ------------------------ |
| Matthew Broderick | Robert Gould Shaw        |
| Denzel Washington | Trip                     |
| Cary Elwes        | Cabot Forbes             |
| Morgan Freeman    | John Rawlins             |
| Jihmi Kennedy     | Jupiter Sharts           |
| Andre Braugher    | Thomas Searles           |
| John Finn         | Mulcahy                  |
| Donovan Leitch    | Charles Fessenden Morse  |
| JD Cullum         | Henry Sturgis Russell    |
| Alan North        | John Albion Andrew       |
| Jane Alexander    | Sarah Blake Sturgis Shaw |

## Prijzen
- 1990 - Oscar
  - Beste mannelijke bijrol: Denzel Washington
  - Beste cinematografie: Freddie Francis
  - Beste geluid
- 1990 - Eddie
  - Beste montage: Steven Rosenblum
- 1990 - British Society of Cinematographers
  - Beste cinematografie: Freddie Francis
- 1990 - Golden Globe
  - Beste mannelijke bijrol: Denzel Washington
- 1991 - Grammy
  - Beste muziek: James Horner
- 1992 - Image Award
  - Beste film
  - Beste mannelijke bijrol: Denzel Washington
- 1990 - KCFCC Award
  - Beste regisseur: Edward Zwick
  - Beste film
  - Beste mannelijke bijrol: Denzel Washington